# Dennis Hadžikadunić
Dennis Hadžikadunić (Malmö, 9 de julio de 1998) es un futbolista sueco, nacionalizado bosnio, que juega en la demarcación de defensa para el F. C. Rostov de la Liga Premier de Rusia.

## Trayectoria
Se formó en el Malmö FF y debutó con el primer equipo en 2016. En 2018 fue cedido al Trelleborgs FF antes de marcharse al F. C. Rostov. Durante su estancia en Rusia jugó 69 partidos y en marzo de 2022 regresó a Malmö para jugar a préstamo hasta final de año. El siguiente siguió jugando cedido, primero en un R. C. D. Mallorca al que llegó el 18 de enero, y posteriormente en el Hamburgo S. V.

## Selección nacional
Tras jugar con la selección de fútbol sub-17 de Suecia, la sub-19 y con la sub-21, finalmente acabó haciendo su debut como internacional con la selección de fútbol de Bosnia y Herzegovina el 11 de octubre de 2020. Lo hizo en un partido de la Liga de Naciones de la UEFA contra Países Bajos que finalizó con un resultado de empate a cero.

## Clubes
| Club                       | País     | Año       | Partidos | Goles |
| -------------------------- | -------- | --------- | -------- | ----- |
| Malmö FF                   | Suecia   | 2016-2018 | 5        | 0     |
| Trelleborgs FF (cedido)    | Suecia   | 2018      | 12       | 0     |
| F. C. Rostov               | Rusia    | 2018-2022 | 69       | 3     |
| Malmö FF (cedido)          | Suecia   | 2022      | 39       | 1     |
| R. C. D. Mallorca (cedido) | España   | 2023      | 8        | 0     |
| Hamburgo S. V. (cedido)    | Alemania | 2023-2025 | 52       | 2     |
| F. C. Rostov               | Rusia    | 2025-     |          |       |

## Palmarés

### Campeonatos nacionales
| Título         | Club     | País   | Año  |
| -------------- | -------- | ------ | ---- |
| Allsvenskan    | Malmö FF | Suecia | 2016 |
| Allsvenskan    | Malmö FF | Suecia | 2017 |
| Copa de Suecia | Malmö FF | Suecia | 2022 |